# ベッサラビア
ベッサラビア（英語: Bessarabia, トルコ語: Besarabya）、またはバサラビア（ルーマニア語: Basarabia, モルドバ語: Басарабиа, ウクライナ語: Бессарабія）は、1806年の露土戦争の結果、ルーマニア人のモルダヴィア公国領を、当時宗主権を持っていたオスマン帝国がロシアに一部割譲した際に、割譲した公国東部地方をロシア側が指した名称である。モルダヴィア公国の残余部分は1859年、ワラキア公国と同君連合を形成し、1881年にルーマニア王国となった。1918年、ベッサラビアは革命後のロシアから独立を宣言。第一次世界大戦終結時にはルーマニアと合併した。第二次世界大戦初期の1940年、ソビエト連邦によって併合。1941年から44年までのルーマニア占領期を経て、大戦末期の1944年、ソビエト連邦が再占領し、モルダヴィア・ソビエト社会主義共和国に再編した。北部と南部の一部地域はウクライナ・ソビエト社会主義共和国に組み入れられた。1991年、モルダヴィアはソビエト連邦から独立を宣言し、モルドバ共和国となった。

## 地理
ロシア帝国時代における中央ヨーロッパ領土の一部分で、現在のモルドバのほとんどと、現在のウクライナの一部を加えた地域である。基本的に中世のルーマニア側のモルダヴィア公国と同一であった。高地の多い北側と東側はドニエストル川で区切られ、西側はプルート川が流れ河口付近でドナウ川と合流する。低地の多い南側は黒海に面している。面積はおよそ45,600平方キロメートル。大部分は起伏のあるステップ（草原）であり、気候も温暖で農業に非常に適した土壌である。ベッサラビアでは主にテンサイ、ヒマワリ、小麦、トウモロコシ、タバコ、ブドウなどが栽培されており、牛の放牧を中心とした酪農も行われている。現在でもこの地域で盛んな産業は農業である。資源として亜炭や石材も産出する。
この地域の中心都市はモルドバの現在の首都であるキシナウ（キシニョフ）の他に、イズマイール、ティラスポリ、ビルホロド＝ドニストロフスキーなどがある。他に行政上、歴史上重要な都市としてホティン、リプカニー、ブリチェニー、ソロカ、バルツィ、オルヘイ、ウンゲニ、ベンデル、カフル、レニ、チリアなどがある。

## 歴史
ベッサラビアの名称は、ワラキアをハンガリーから独立に導き、この地の南部を支配したこともあるバサラブ一族に由来すると言われる。元々はこの地の南部、現在のブジャクに相当する地域を指す名前であり、1484年にこの地の支配権を獲得したトルコ人によって最初に使われた。
15世紀から20世紀にかけて、この地はモルダヴィア、オスマン帝国（ブジャク地方のみ）、ロシア、ルーマニア、ソビエト連邦の支配を経て、現在はウクライナ及びモルドバ共和国の領土となっている。

### 古代
ベッサラビアの地では何千年もの間人間が定住していた。紀元前2000年頃にインド・ヨーロッパ語族の侵入があった。キンメリア人を最初に、スキタイ人、トラキア人の一派のダキア人（もしくはゲタエ人）の順にこの地に住んだ。紀元前7世紀頃、ギリシャ人がこの地に植民地を築き周辺地域と黒海貿易を行っていた。
紀元前1世紀、ガイウス・ユリウス・カエサルと同時代人であったブレビスタによるダキア人の王国（紀元前70年 - 42年）が最初に国としてベッサラビア全体を領土に収めた。その後、国家は細かく分けられて再統合は1世紀のデケバルスの王国（87年 - 106年）によってなされた。この国は106年にローマ帝国に敗れたがベッサラビアはローマ領とはならず、ダキア人はローマ人の支配に抵抗した。ローマ人はスキティア地方を守るためにベッサラビアの南方に土壁を築いた。
ローマ帝国によるダキア地方のローマ化で、ダキア人はラテン語や慣習を身に付けていった。ラテン文化やラテン文字はベッサラビアを含む古代ダキア人の地を支配していくように広がっていった。
270年にローマはゴート人やカープ人の侵入のためにダキアから軍隊を引き上げ始めた。ゲルマン民族に属するゴート人は、ベッサラビア南部のブジャク地方を通過しローマ帝国に押し寄せた。地理的な位置とステップという地形的特性により、5世紀以降フン族、アヴァール人、ブルガール人など多くの遊牧民族の侵略を受けた。しかしローマ人は居残り、主に羊飼いや農民となり騎馬戦士などが侵入してこない地に住み着くようになった。ローマ人の影響は567年まで続くことになる。

### 民族大移動時代
3世紀から11世紀にかけて、この地にはゴート人、フン族、アヴァール人、スラヴ人、マジャル人、ペチェネグ人、クマン人、モンゴル人などの進入が相次いだ。ベッサラビアには他の異民族が押し寄せると解体してしまうような短命の国が沢山興った。不安定な国家状態と、民族の集団移動が、この数百年間の時代の特徴であり、後世では「暗黒時代」と呼ばれる。このような状況が終結するのは中世になってからである。
ベッサラビアにおいては6世紀までにスラヴ人が領土を形成し定住した。スラヴ人の軍隊は小規模だが強力な騎馬戦士の集団であり、痕跡を残さずに移動することができた。561年、アヴァール人が侵入し、支配者であったメサマーを処刑した。582年には、ブルガール人のクトゥルグル族がベッサラビア南部およびルーマニアのドブロジャ北部に住み着いた。彼らは後にマジャル人の脅威からブルガリアのモエシア地方へ移動し、初期ブルガリアを形成した。7世紀には、トラキア人のベシ族が移住した。
7世紀以降ハザール国が東方のカスピ海北岸に興り、異民族の侵入が衰えたことから、ようやくこの地に大きな国家を形成することが可能となった。9世紀から13世紀にかけて、ベッサラビア北部はボロホベニ、南部はブロドニチという国に属していた。これらはヴラフ民族の国で、中世初期に成立した。また、タタール人の侵入時に山岳地帯へ逃れなかったグループで、中世後期の歴史書にティゲチ「共和国」と紹介されているものがある。この国は、ベッサラビアの南西部、現在のカフル付近に位置している。
異民族の侵入で最後の大規模なものはモンゴル人とタタール人の侵入であり、1241年（モンゴルのセルビア・ブルガリア侵攻）、1290年、1343年に起こった。 1390年代に追い出されるまで、彼ら異民族の小さな集団が、現在のオルヘイ周辺に住み着いていた。

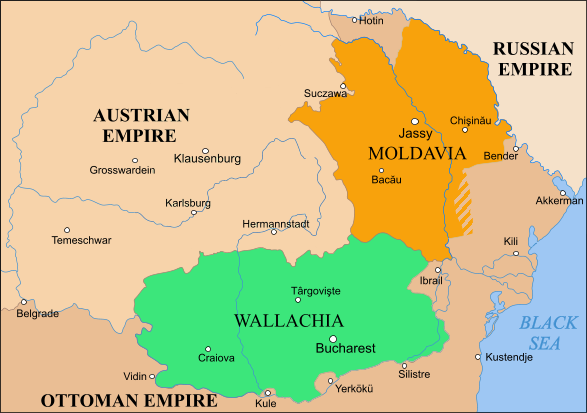
モルダヴィア公国時代（オレンジ色）のベッサラビア（1800年）

### モルダヴィア公国時代
1343年にモンゴル人に敗北した後、この地はモルダヴィア公国に編入された。モルダヴィアは1392年までにチェタテア・アルバとチリアの要塞に支配権を確立した。東側の国境はドニエストル川である。
14世紀後半にこの地の南部が数十年の間ワラキアの領土となった。ワラキアの代表的支配者がバサラブと呼ばれ現在のこの地の名前の元となっている。
15世紀にこの地域のほとんどがモルダヴィア公国の領土となった。モルダヴィア公シュテファン3世が支配していた1457年から1504年までの約50年の間にはオスマン帝国やタタール人などから32回も勝利を挙げ、敗北を喫したのはたった2回であった。勝利の後にシュテファン大公は戦場の近くにキリスト教の修道院や教会を建てた。このような戦場、教会、要塞都市の多くはベッサラビアにある。
1484年にオスマン帝国が侵入し、チリアとチェタテア・アルバを攻略し、ベッサラビア南部の海岸線沿いを2地域に分けて併合した。1538年にモルダヴィア公国の一部分だったベッサラビアはオスマン帝国の影響下に置かれることになる。
1711年から1812年にかけてロシア、オスマン帝国、オーストリア間の戦争においてロシアはこの地を5回占領した。1820年から1846年にかけて、ガガウズ人が長年のオスマン帝国の圧政に耐えかねてドナウ経由でロシアへ移住、ベッサラビア南部に定住した。ノガイ・オルダにいたテュルク語族もまた16世紀から18世紀にかけてベッサラビア南部のブジャクに住み着いた。しかし1812年までにほとんどが追い出されてしまった。

### ロシア帝国時代

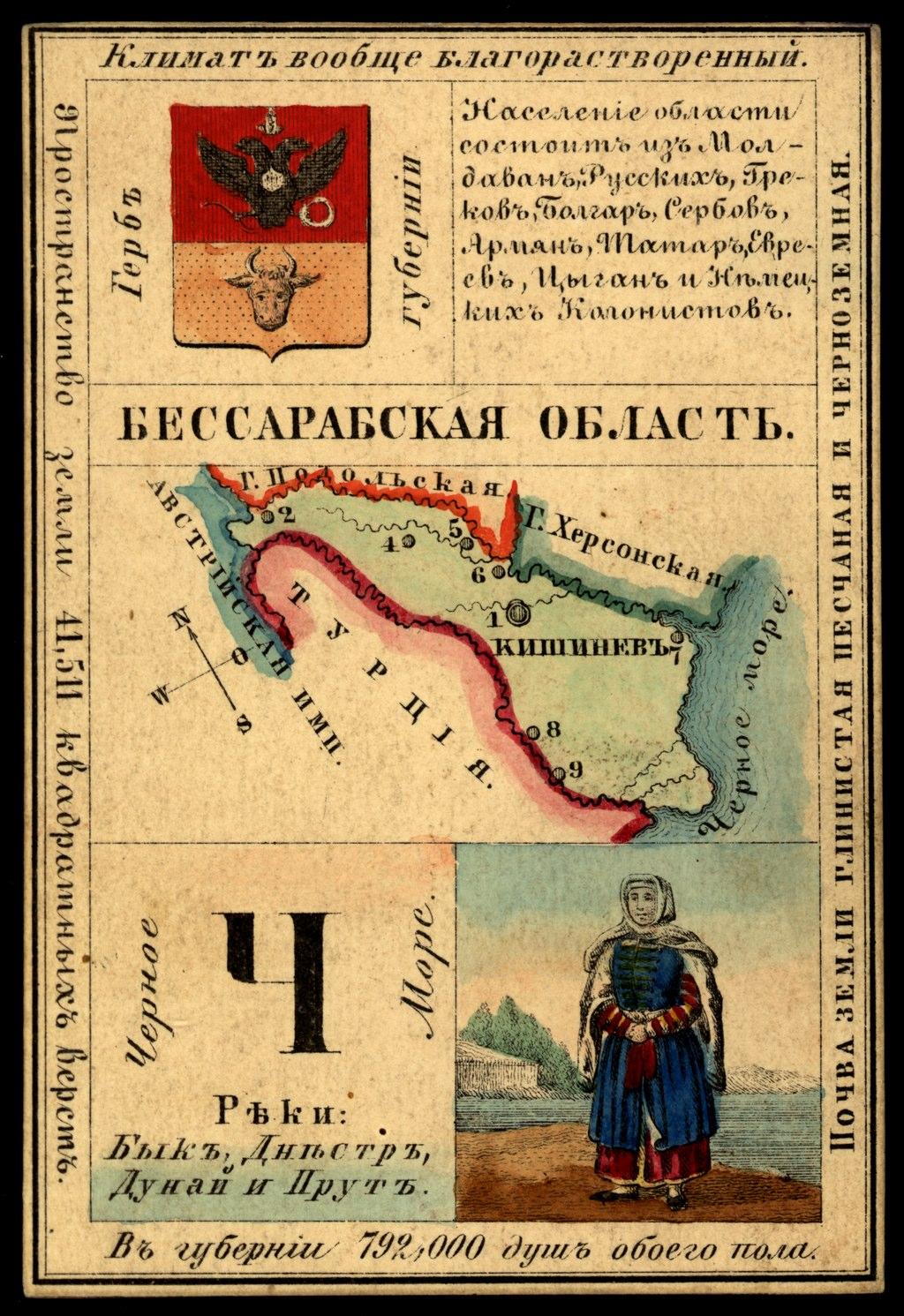
1856年からベッサラビアからの葉書

1812年3月28日、露土戦争の結果として締結されたブカレスト条約により、オスマン帝国はモルダヴィア公国の東半分をロシアに割譲した。この地はその時にベッサラビアと呼ばれた。この年以前においては南側の一部を占める部分の呼び名に過ぎなかった。
1814年、最初のドイツ人移民が到着し主に南部に住み着いた（ベッサラビア・ドイツ人）。また同地域にはブルガリア人も定住するようになり、ボルフラードなどの町を建設した。
クリミア戦争終結後の1856年、パリ条約の締結によりベッサラビア南部の2地域がモルダヴィア公国に返還され、ロシアはドナウ川への進路を失った。キシナウを含む多くが国境地帯となった。
1859年にモルダヴィア公国とワラキア公国が同君連合を形成し、1866年立憲君主国を経て、1881年、ルーマニア王国となった。
ルーマニア独立戦争（露土戦争のこと）がロシアの支援の元1877年から1878年にかけて行われた。この時ロシアとルーマニアの間で結ばれた同盟条約において、ロシアはルーマニアの領土を尊重し、戦後ルーマニアの領土に干渉しないことを約束したが、サン・ステファノ条約と戦後に開催されたベルリン会議では認められず、ベルリン条約によりベッサラビア南部は再びロシアに併合された。これにより民族意識が高まったルーマニア人はベッサラビア回復の衝動を大きく募らせることとなる。
1903年4月6日、ベッサラビアの首都キシニョフ（キシナウ）に於いてポグロム（集団的迫害、ユダヤ人大虐殺）が行われた。これは20世紀においてユダヤ人に対する最初の国家的行為で、47人ないしは49人のユダヤ人が殺され、92人が負傷し、約700軒の家が破壊された。
1911年の時点で、165の貸付組合、117の貯蓄銀行、43の貯蓄貸付組合、8のゼムストヴォ（ロシアの県単位の地方自治機関）の金融会社が存在し、資本は総計約1,000万ルーブルであった。また、89の政府貯蓄銀行もあり、預金総額は約900万ルーブルであった。
1917年のロシア革命後、ルーマニア人民族主義者の活動がベッサラビアにおいて進展し始めた。同年10月のロシア革命の混乱が広がるとベッサラビアに評議会が設立され、120人がベッサラビアから、10人がトランスニストリアから選出された。
1918年1月14日（旧1月1日）、第一次世界大戦のルーマニア前線から2つのロシア軍師団が撤退する間に、キシニョフがロシア軍に占拠された。
ルムチェロド委員会（ルーマニア（Румыния）戦線、黒海（Черное море）艦隊、オデッサ（Одесса)軍管区の労働者・兵士・船員ソビエトの中央執行委員会）がベッサラビアにおいて最高機関であると宣言した。ルーマニア人の評議会は軍隊を招集することが出来ず、ルーマニア政府に援助を求めた。1月16日（旧1月3日）にルーマニア軍はキシニョフを制圧し、続いてドニエストル川沿いのベンデルも制圧。こうしてソビエトの支配は3日で終わった。

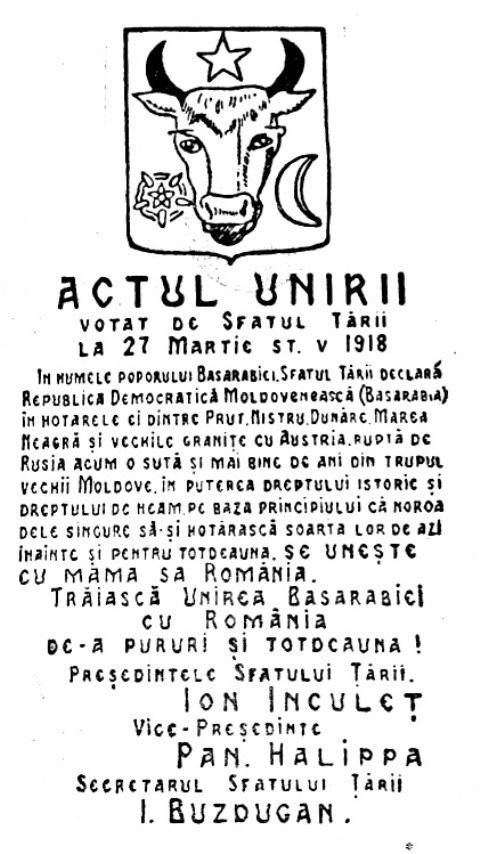
ルーマニア・ベッサラビアの統一宣言

10日後の1918年2月6日（旧暦1918年1月24日）、ルーマニア人の評議会はモルダヴィア民主共和国としてベッサラビアの独立を宣言した。
しかし、ルーマニアをはじめとする、ドイツ、ウクライナ、ロシアら周辺強国による分離講和合意の調印から、モルダヴィアの民は次第にルーマニアとの連合を強く望むようになって行った。これに促される形で議会はルーマニアとの連合の票決を問う姿勢を固めることとなる。だが、その最中の2月26日（旧2月13日）、ルーマニア軍がモルダウィアの首都であったキシナウへ侵攻するという事態が発生する。
1918年4月9日（旧1918年3月27日）ベッサラビア議会（旧評議会）においてルーマニアとの統一を問う投票が行われ、賛成86票、反対3票、棄権36票で統一が可決された（ルーマニアのベッサラビア統一）。
1918年の時点で、鉄道の総延長は657マイル。ロシア方面へつながる本線は広軌であった。鉄道車両・敷設用地の状態は劣悪だった。機関車は約400台で、うち使用可能なのは100台であった。290台の客車を有していたが、他に33台は修理が必要だった。また、4,530台の貨車と187台のタンク車のうち、それぞれ1,389台と103台が使用可能であった。ルーマニア人が軌間を標準軌 （1435mm）に改修し、ヨーロッパ諸国と接続した。

### ルーマニア領時代

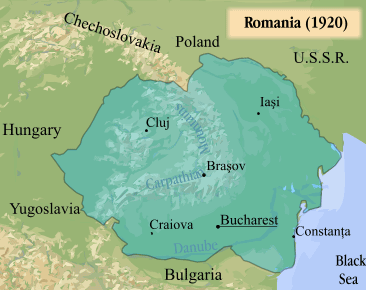
ベッサラビア領有期のルーマニア（1920年～1940年）

1919年5月5日にボリシェヴィキによるベッサラビア暫定政府がオデッサに設立された。
1919年5月11日、ロシア・ソビエト連邦社会主義共和国の自治領として、ベッサラビア・ソビエト社会主義共和国の成立が宣言されたが、1919年9月、ポーランド軍とフランス軍により阻止された。しかしながら1922年、ロシア内戦におけるボリシェヴィキの勝利の後、ウクライナ社会主義ソヴィエト共和国が成立。1924年、ウクライナ領であるドニエストル川以東の一部地域が、モルダヴィア自治ソビエト社会主義共和国として成立を宣言した。
1920年に行われたパリ平和会議（パリ条約）で、ルーマニアとの統一連合はアメリカ、フランス、イギリスおよび西欧諸国に承認されることとなり、その日にキシナウを含むベッサラビア地方がルーマニアに併合された。しかしソビエト連邦だけは承認しなかった。

### 第二次世界大戦期
1939年8月23日、ドイツとソビエト連邦の間でモロトフ＝リッベントロップ協定が調印された。表向きの内容はドイツとソビエト連邦の不可侵条約であったが、付属する秘密議定書の第3条には、ベッサラビアをソビエト連邦の勢力範囲とし、ドイツはベッサラビアにおけるソ連の権益を承認することが定められていた。
1940年6月26日、議定書の条件にもとづき、ソビエト連邦はルーマニアに対し、ベッサラビアと北ブコヴィナの割譲、および軍隊の4日以内の撤退（さもなくば軍事力を行使する）を要求する最後通牒を発出、ルーマニア政府と国王カロル2世はこれを応諾せざるをえなかった。
両地域合わせて広さ51,000 km2に及び、人口は375万人で大部分はルーマニア人であったが、ソビエト連邦は主にウクライナ人が居住しているものと主張した。
2日後、ルーマニア政府は軍隊の撤退を開始した。ソビエト軍はベッサラビアに進駐し、ベッサラビアをソビエト連邦に併合、モルダヴィア自治共和国とウクライナ・ソビエト社会主義共和国に分割した。ベッサラビアの北部および南部地域はトランスニストリア（ドニエストル川東部地域）と領土の交換がなされた。この地域は領土交換前にはルーマニア人が大部分を占め、その他ウクライナ人とドイツ人で構成されていたが、今日ではウクライナ人とロシア人が大部分を占めている。

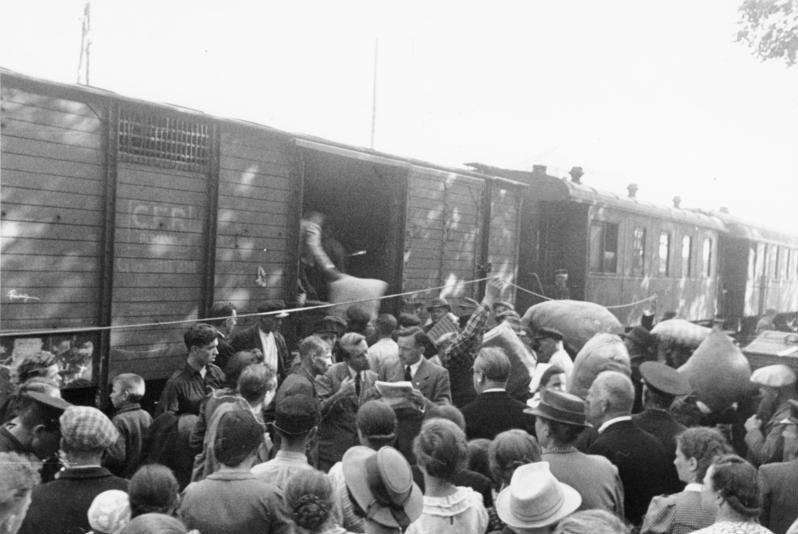
ソ連占領後のベッサラビアから鉄道で他国へ移住するベッサラビア・ドイツ人たち（1940年）

ソビエト連邦への支配権の移行に伴い、多くのベッサラビア人は処刑されるか、シベリアやカザフスタンへ強制移送された。
1940年8月2日、新たな領土を加え、モルダヴィア自治共和国がモルダヴィア・ソビエト社会主義共和国に再編された。
同年9月、ベッサラビア在住のドイツ人住民は、ドイツ国内へ再定住するよう申し出を受けた。ソビエト連邦の抑圧を懼れ、約93,000人のドイツ人住民のほとんどがこの申し出に同意した。そして大多数の住民は、ドイツがポーランド侵攻により新たに併合した地域に再定住した。再定住を拒否した場合、赤軍に殺された者も多かった。
1941年6月22日、バルバロッサ作戦により、ルーマニアを含む枢軸国軍のソビエト連邦への侵攻が開始された。ソビエト連邦はベッサラビアからの退却の際に焦土作戦を採用し、輸送可能な物資をすべて鉄道でロシアに輸送した。7月の終わりには、1年間におよぶソビエト連邦の占領期間の後、ベッサラビアは北ブコヴィナと共に再度ルーマニアの支配下に戻った。
ルーマニア兵は再占領作戦の途上、ベッサラビア在住のユダヤ人に対しポグロムを開始し、数千人の死者を出した。1940年当時はヒトラーによるユダヤ人根絶政策は「解放」とみなされていたため、ソビエト連邦と手を結んでいるとされたユダヤ人は憎悪の対象となった。同じ頃、ナチス親衛隊（SS）のアインザッツグルッペンが、スパイ・破壊活動家・共産主義者等の口実のもとにユダヤ人を処刑した。約20万人のユダヤ人がゲットーや強制収容所に入れられた後、1941年から1942年にかけてルーマニア占領下のトランスニストリアまで、死の行進をしたといわれる。
数年間の比較的平穏な期間の後、独ソ間の戦線は1944年にはドニエストル川まで後退した。8月20日、90万人の赤軍は、ヤッシー＝キシニョフ攻勢に転じた。ソビエト連邦は二方面の攻撃により、5日のうちにベッサラビアを制圧した。1942年から43年のスターリングラード攻防戦での敗北ののち再編成された約65万人のドイツ第6軍は、キシニョフとサラータでの戦闘において全滅した。ソビエト連邦の勝利を受けてルーマニアはドイツとの同盟を解消し、前線はルーマニア以西に転換した。1944年8月23日、対独同盟に固執したルーマニア指導者のイオン・アントネスク元帥は退陣・逮捕され、国王ミハイ1世が復権した。

### ソビエト連邦時代

ソ連時代のモルダヴィア・ソビエト社会主義共和国（赤色）

1944年、ソビエト連邦はベッサラビアを再併合、また1947年、ブカレストに親ソ共産主義政権を樹立し、1958年までルーマニアを占領した。ソ連軍占領下の社会主義共和国政権は、ベッサラビアとブコヴィナの領土問題をソビエト連邦に提起することはなかった。
1969年から1971年にかけて、キシニョフにおいて秘密結社国民愛国戦線 (Nordul Bucovinei) が、数人の青年知識人を中心に組織され、そのメンバーは100人を数えた。彼らはモルダヴィア民主主義共和国の建設と、ソビエト連邦からの離脱およびルーマニアとの統合に向けて戦うことを誓った。
1971年12月、ルーマニア社会主義共和国の国家保安委員会 (the Council of State Security) 委員長のイオン・スタネスクから、KGB議長ユーリ・アンドロポフへの情報に基づき、アレクサンドル・ウサティウク＝ブルガル、ゲオルゲ・ギンプ、ヴァレリュー・グラウルの3人の国民愛国戦線指導者、および北ブコヴィナの秘密結社の指導者アレクサンドル・ソルトイアヌが逮捕され、長期刑を宣告された。

### モルドバの独立
ソビエト連邦の弱体化を受け、1988年2月、キシニョフで最初の未認可デモが行われた。ソ連政府に敵対的になった民衆は、ロシア語に代わりモルドバ語（ルーマニア語とほとんど同じ）を公用語とするように要求した。
1989年8月31日、4日前のキシニョフにおける60万人規模の大規模なデモ行進の影響を受け、モルドバ語がモルダヴィア・ソビエト社会主義共和国の公用語となった。
1990年、最初の国会議員選挙が自由選挙で行われた。候補者に野党も含まれていたが、勝利したのはその野党だった。フロントゥル・ポプラル（Frontul Popular：人民戦線）の指導者の一人、ミルチェア・ドルクによる政府が組織された。モルダヴィア・ソビエト社会主義共和国はソビエト社会主義共和国・モルドバ (SSR Moldova) となり、後にモルドバ共和国となった。
1991年、モルドバ共和国が独立。国境線は1940年8月2日のモルダヴィア・ソビエト社会主義共和国成立時からほとんど変更されていない。

## 人口構成
第二次世界大戦以前の人口構成は、主にモルドバ人（ルーマニア人）、ウクライナ人、ブルガリア人、ドイツ人、ガガウズ人、ルテニア人、ユダヤ人からなっていた。このうちの多くはモルドバ人であった。
- 1889年：1,628,867人
- 1897年：1,936,392人
- 1970年：モルダヴィアの人口の69%はルーマニア人で、そのうち98％がモルドバ語を母国語としていた。
- 1989年：モルドバ共和国の公式資料では、88,419人のブルガリア人が記録されていた。
- 1992年：モルドバ共和国からイスラエルへの移民は4,305人であった。これは1年間の旧ソビエト連邦からイスラエルへの移民の7.1%であった。
- 2004年：国勢調査によれば、トランスニストリアを除く地域に65,072人のブルガリア人が記録されていた。

1817年ロシア国勢調査（計482,000人）
- ルーマニア人：83.848世帯 (86%)
- ルテニア人：6.000世帯 (6.5%)
- ユダヤ人：3.826世帯 (1.5%)
- リポヴァン人（ロシア正教会からの分派：古儀式派）：1.200世帯 (1.5%)
- ギリシャ人：640世帯 (0.7%)
- アルメニア人：530世帯 (0.6%)
- ブルガリア人：241世帯 (0.25%)
- ガガウズ人：241世帯 (0.25%)

1856年ロシア国勢調査（計990,000人）
- ルーマニア人：736.000人 (74%)
- ウクライナ人：119.000人 (12%)
- ユダヤ人：79.000人 (8%)
- ブルガリア人・ガガウズ人：47.000人 (5%)
- ドイツ人：24.000人 (2.4%)
- ロマ（ジプシー）：11.000人 (1.1%)
- ロシア人：6.000人 (0.6%)

1897年ロシア国勢調査（計1,935,412人）
- ルーマニア人：1.092.000人 (56%)
- ロシア人・ウクライナ人：373.000人 (18.9%)
- ユダヤ人：229.000人 (11.7%)
- その他（ドイツ人、ブルガリア人、ガガウズ人他）：259.000人 (13.4%)

1930年ルーマニア国勢調査（計2,800,000人）
- ルーマニア人：57%
- ロシア人：12%
- ウクライナ人：11%
- ユダヤ人：7%
- ブルガリア人：6%
- ドイツ人：3%
- その他（ガガウズ人、ロマ、ギリシャ人 、アルメニア人）：1%